# Attack Force Z
Pour plus de détails, voir Fiche technique et Distribution.
Force de frappe (Attack Force Z) est un film australo-taïwanais de Tim Burstall sorti en 1982.

## Synopsis
En 1945, détroit de Sambalang. Un officier japonais qui avait tenté de rejoindre les Alliés est retenu prisonnier sur une petite île. Six hommes sont envoyés pour le retrouver le plus rapidement possible…

## Fiche technique
- Réalisation : Tim Burstall
- Scénario : Roger Marshall
- Production : Lee Robinson
  - Production déléguée : John McCallum et George F. Chang
- Société de production : The Australian Film Commission, Central Motion Pictures Corporation, Fauna Productions, John McCallum Productions
- Musique : Eric Jupp
- Photographie : Lin Hung-Chung
- Décors : Bernard Hides
- Pays :  Australie,  Taïwan
- Durée : 93 minutes
- Format : Couleur - 1.85 : 1 - 35 mm
- Genre : Guerre
- Date de sortie : 
  -  Allemagne de l'Ouest : 5 février 1982
  -  Australie : juin 1982
  -  France : 16 juillet 1986 (province uniquement, inédit à Paris[1])

## Distribution
- Mel Gibson (VF : Bernard Murat) : Le capitaine Paul Kelly
- John Phillip Law (VF : Hervé Jolly) : Le lieutenant Jan Veitch
- Sam Neill (VF : Jean Roche) : Le sergent Danny Costello
- Chris Haywood : Le matelot A.D. « Sparrer » Bird
- John Waters (VF : Maurice Sarfati) : Le lieutenant Ted « Kingo » King
- Sylvia Chang (VF : Maïk Darah) : Chien Hua
- O Ti : Shaw Hu
- Koo Chuan Hsiung : Lin Chan-Lang
- Lung Shuan : Watanabe
- Yi Yuan: Imanaka
- Wei Su : Wong Chong
- Hsa Li-Wen : Lee Chang
- Val Champion : Ed Ayres
- Wang Yu : Oshiko Imoguchi